# Escuela Politécnica Superior de Linares
La Escuela Politécnica Superior de Linares —EPS de Linares o EPSL— es una escuela de ingeniería española perteneciente a la Universidad de Jaén desde el 1 de julio de 1993. Se encuentra ubicada en el municipio jienense de Linares, en la comunidad autónoma de Andalucía. Su origen se remonta a la fusión en 1976 de dos centros emblemáticos en la ciudad de Linares: la Escuela de Minas (1892) y la Escuela Industrial (1910). Posteriormente, ha ido ampliando la variedad de su oferta formativa con titulaciones de ingeniería de telecomunicaciones y de obras públicas.
Las instalaciones actuales de la EPS de Linares se localizan, desde el 1 de septiembre de 2015, en el Campus Científico-Tecnológico de Linares. Hasta esa fecha se habían situado en dos edificios que datan de 1949, en la calle Alfonso X «el Sabio» de Linares, donde era conocida popularmente como «la Escuela de Peritos».

## Historia
La actualmente denominada Escuela Politécnica Superior de Linares, surgió como consecuencia de la fusión de las Escuelas de Minas e Industrial de Linares, que habían desarrollado su labor formativa durante más de medio siglo de forma independiente. Además de estas dos ramas de la ingeniería, desde finales del siglo xx se han impartido estudios de telecomunicaciones. 

### Escuela de Minas de Linares

#### Siglo XIX
La Escuela de Minas de Linares fue creada por Real Decreto, de fecha 18 de noviembre de 1892, a propuesta del Ministro de Fomento D. Aureliano Linares Rivas, para impartir las enseñanzas de Capataces de Minas y Maestros de Fundición, en los locales cedidos por el Excmo. Ayuntamiento, y corriendo éste con los gastos de mantenimiento de la misma. La enseñanza estaba a cargo de Ingenieros del Cuerpo de Minas, el más antiguo de los cuales ejercía el cargo de Subdirector, ya que la Dirección la ostentaba el director de la Escuela Especial de Ingenieros de Minas de Madrid. El primer Subdirector en el curso 1893-94 fue D. Manuel Rey Pontes, sucediéndole en el cargo a partir del año siguiente, D. Cecilio López Montes, a quien se debe el impulso y la consolidación de los estudios de Minas en Linares.

#### Siglo XX
Por Real Decreto de 30 de noviembre de 1914 fue denominada Escuela de Ayudantes Facultativos de Minas y Fábricas Metalúrgicas, llevando esta modificación aparejada una ampliación en los cuestionarios y materias cursadas.
Por Real Decreto de 17 de julio de 1925 pasó a titularse Escuela de Capataces Facultativos de Minas y Fábricas Metalúrgicas, y por Orden Ministerial de 29 de noviembre de 1951, Escuela de Facultativos de Minas y Fábricas Mineralúrgicas y Metalúrgicas, ampliándose igualmente sus programas en extensión y nivel, calificándose como Escuela Técnica de Grado Medio.
En octubre de 1960 se vio de nuevo afectada por la normativa vigente, pasando a denominarse Escuela de Peritos de Minas y Fábricas Mineralúrgicas y Metalúrgicas, quedando con ello unificada en sus planes de estudios, con el resto de los centros de grado medio. Se le asignaron dos especialidades: minería, e Instalaciones eléctricas en minas y fábricas.
El 1 de octubre de 1965, y en virtud a promulgarse la Ley de Reordenación de Enseñanzas Técnicas, pasó a denominarse de Ingeniería Técnica de Minas, impartiendo las especialidades de: explotación de minas y metalurgia, cuyos planes de estudio se componían de un curso preparatorio, un primer curso común, y un segundo y tercero de cada especialidad.
Por Decreto 1377/1972 de 10 de mayo, fue integrada en la Universidad de Granada, con la denominación de Escuela Universitaria de Ingeniería Técnica de Minas, iniciándose con dicha integración los planes de estudios universitarios, en las mismas especialidades que se habían estado impartiendo.

#### Alumnado
Dado que la finalidad primordial de la creación de esta Escuela, fue la formación de técnicos para la industria minero-metalúrgica, su alumnado hasta la década de 1940, estaba compuesto en su mayoría por personal que compartía el estudio, con el trabajo de las minas y fábricas. Hasta esa fecha, el número de matrículas era del orden de un centenar de alumnos. Posteriormente, y como consecuencia de la gran demanda de técnicos por parte de todas las cuencas mineras y metalúrgicas del país, dicha matrícula experimentó un aumento considerable, sumándose a aquellos alumnos procedentes del campo del trabajo, los que, después de cursar estudios de bachillerato, se inclinaron por este tipo de enseñanza, que ofrecía un gran futuro.
La procedencia de estos alumnos era muy variada, aparte naturalmente de Linares y de la provincia de Jaén en general, afluían principalmente de las provincias de Almería, León, y Asturias, de gran tradición minera; siguiéndoles en número los procedentes de Granada, Málaga y Madrid, así como de otras provincias españolas.

### Escuela Industrial de Linares

#### Siglo XX
La Escuela Superior de Artes Industriales de Linares, se fundó por Real Decreto de 16 de julio de 1910, instalándose en un edificio antiguo que poseía el Ayuntamiento, en la calle Zambrana, denominado Palacio de Zambrana, aún existente. Este R. D. fue consecuencia de una larga gestión, compartida por la industria y minería local, y encabezada por el Ayuntamiento de la ciudad que, a la sazón, presidía José María Yanguas Jiménez. A lo largo de dicha gestión hay que resaltar el valiosísimo y fundamental apoyo de Julio Burell y Cuéllar, por entonces ministro de Instrucción Pública y Bellas Artes.
Con fecha 16 de octubre de 1910, se inauguró la Escuela Superior de Artes Industriales de Linares, en sesión solemne, con asistencia del Ayuntamiento en pleno, siendo su primer director Enrique Bautista Arista.
Con motivo de la publicación del Reglamento Orgánico de Escuelas Industriales, el 16 de diciembre de 1910 pasó a denominarse Escuela Industrial, impartiéndose los Peritajes Industriales de Mecánico, Químico, Electricista, y Aparejador. En años posteriores se fueron suprimiendo especialidades, hasta quedar reducida, en el curso 1928-1929 a ofrecer únicamente la enseñanza de Perito Industrial Electricista.
Para esta Escuela se implantó el régimen de Patronato, que sustituyó a la antigua Junta de Enseñanza Industrial, que había estado dirigiendo el Centro. Por Decreto de 22 de julio de 1942 cambió su denominación, por la de Escuela de Peritos Industriales, impartiendo las especialidades de electricidad, y mecánica.
El 1 de octubre de 1965, y en virtud a promulgarse la Ley de Reordenación de Enseñanzas Técnicas, la titulación fue renombrada como ingeniería técnica industrial, impartiéndose las especialidades de electricidad y mecánica.
Por Decreto 1377/1972 de 10 de mayo, se integró en la Universidad de Granada, con la denominación de Escuela Universitaria de Ingeniería Técnica Industrial, iniciándose en el curso 1972-1973 la impartición de los planes universitarios, en las mismas especialidades que se habían estado cursando hasta entonces.

#### Alumnado
La evolución del alumnado ha fluctuado a lo largo de los años, en función de la demanda comarcal y nacional de técnicos industriales. Como consecuencia del incremento de la actividad minera e industrial a partir de los años 40 y hasta los 70, paralelamente se traduce en un aumento considerable. Por otra parte, a nivel nacional se iba constatando la gran preparación y formación que el alumnado de la Escuela Industrial adquiría, todo ello avalado por profesionales que trabajaban en industrias de actividades diversas, muchos de ellos ocupando cargos relevantes y en puestos de gran responsabilidad, prestigiándose ellos, y a la vez al centro donde se formaron. Muchos de ellos accedieron posteriormente a las Escuelas de Ingenieros Industriales, en las que se titularon con gran brillantez.

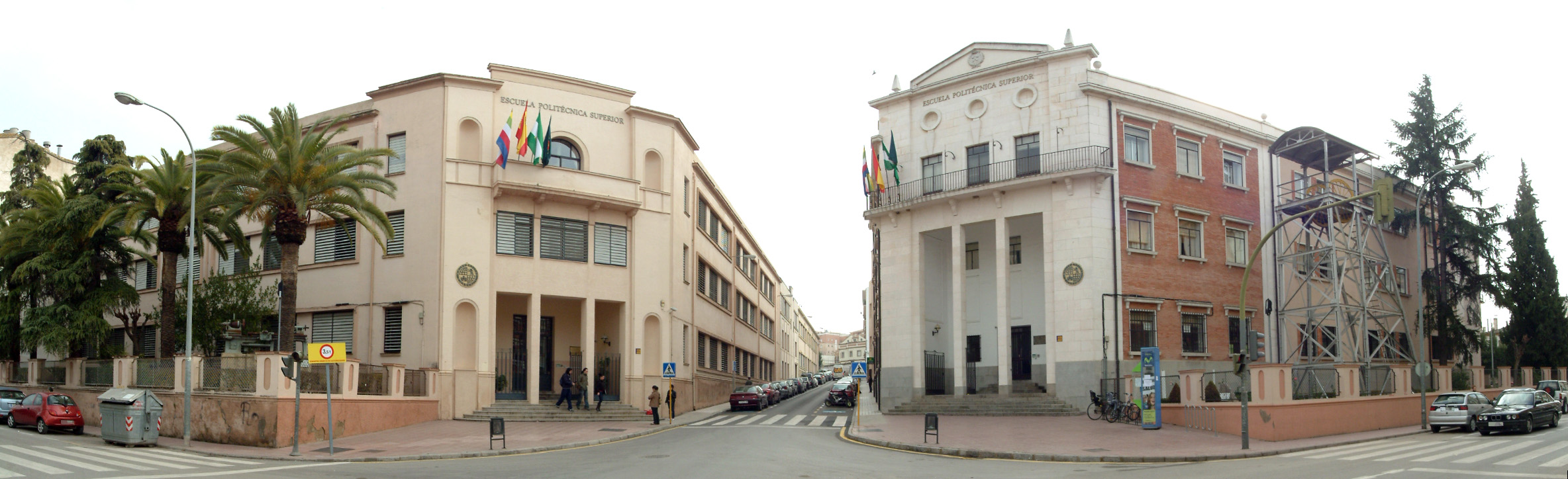
Fachada del antiguo emplazamiento de la EPS de Linares.

### Creación de la Escuela Universitaria Politécnica de Linares
Finalmente, la actual Escuela Universitaria Politécnica Superior de Linares surgió de la fusión entre las dos escuelas mencionadas con anterioridad mediante el Real Decreto de 18 de junio de 1976 (BOE 9-8-76). Con este Decreto también se ampliaron dos especialidades, una industrial y otra minera. Además de las especialidades existentes de Ingeniería Técnica Industrial en Mecánica y Electricidad e Ingeniería Técnica de Minas en Explotación de Minas y Metalurgia, se añadieron las de ingeniería técnica industrial en química industrial, e ingeniería técnica de minas en sondeos y prospecciones mineras.

### Integración en la Universidad de Jaén
El 1 de julio de 1993, y en virtud de la Ley 5/1993 de creación de la Universidad de Jaén, la Escuela Universitaria Politécnica (EUP) de Linares pasó a integrarse en dicha universidad. 
Fue durante el curso 1993-1994, el primer curso académico de la naciente Universidad de Jaén, cuando la oferta formativa de la EUP se amplió significativamente con la implantación de estudios de telecomunicaciones. En concreto se empezó a impartir un título de ingeniería técnica de telecomunicación en la especialidad de telemática, pasando de esta forma a ser tres las ramas de la Ingeniería —minas, industriales y telecomunicaciones— que podían ser cursadas en la E.U.P. de Linares. Dentro de la rama de ingeniería de minas, se comenzó a impartir el título de ingeniería técnica de minas en la especialidad de recursos energéticos, combustibles y explosivos durante el curso 1994-1995.
El 7 de marzo de 1996, la E.U.P. de Linares recibió la más alta condecoración de la comunidad autónoma de Andalucía, la Medalla de Plata de Andalucía, por su extraordinaria labor formativa.
El 15 de julio de 2005, según se recoge publicado en el Boletín Oficial de la Junta de Andalucía, la Escuela Universitaria Politécnica (EUP) pasó a denominarse Escuela Politécnica Superior (EPS) de Linares, tras añadir al conjunto de titulaciones que oferta los estudios de 2.º ciclo de ingeniería de telecomunicación.

### Adaptación al Espacio Europeo de Educación Superior y ampliación de la oferta formativa
A partir de la implantación en España del Espacio Europeo de Educación Superior (EEES, más conocido por Bolonia), las denominaciones genéricas de los títulos académicos universitarios impartidos en la Escuela Politécnica Superior de Linares pasaron a denominarse Grado, Máster Universitario y Doctorado, dejando de coincidir el título académico universitario con el de la correspondiente profesión regulada. En el curso académico 2010-2011, la EPS de Linares aumentó su oferta formativa, adaptándose al EEES para culminar el Proceso de Bolonia. Se imparte desde este curso, además de los nuevos grados que han sustituido a las anteriores ingenierías técnicas ya presentes en la Escuela, los grados en ingeniería civil y en ingeniería de tecnologías de telecomunicación. Posteriormente, los estudios de 2.º ciclo de ingeniería de telecomunicación se adaptaron al actual máster universitario en ingeniería de telecomunicación. La oferta de estudios de posgrado se amplió en 2017 y 2018 con el máster universitario en ingeniería de minas, el máster universitario en ingeniería del transporte terrestre y logística, el máster universitario en industria conectada y el máster universitario en ingeniería de los materiales y construcción sostenible. En el curso académico 2025-2026 se va a completar la oferta formativa con las titulaciones de grado en ingeniería biomédica, ingeniería de la energía, ingeniería de datos y matemáticas, e industria digital. El grado en ingeniería biomédica se impartirá con la colaboración de la Universidad de Granada, mientras que los grados en ingeniería de la energía, e ingeniería de datos y matemáticas, se compartirán con la EPS de Jaén. Además, se van a implantar dos másteres nuevos: el de ingeniería de caminos, canales y puertos, que se impartirá de manera conjunta con la EPS de Belmez, y el de digitalización y gestión agrícola, compartido con la EPS de Jaén.

### Traslado al Campus Científico-Tecnológico de Linares
Desde septiembre de 2015, la EPS de Linares ha desarrollado su actividad en el Campus Científico-Tecnológico de Linares. Se trata de un espacio innovador que integra las áreas formativa, universitaria, profesional y ocupacional, así como actividades de investigación, desarrollo e innovación. Actualmente el complejo universitario consta de cuatro edificios principales con un diseño moderno y vanguardista.
En mayo de 2023, la EPS de Linares fue distinguida por sus buenas prácticas en calidad de las enseñanzas, docencia, investigación y transferencia del conocimiento con una acreditación autonómica de la Agencia para la Calidad Científica y Universitaria (ACCUA), dependiente de la Junta de Andalucía. De este modo, la EPS de Linares se convierte en el único centro universitario en el ámbito de la ingeniería junto con la Escuela Politécnica Superior de la Universidad Pablo de Olavide en haber recibido este reconocimiento.
En el ámbito de la investigación, la EPS de Linares ha experimentado un crecimiento muy destacado en los últimos años, existiendo numerosos grupos de investigación reconocidos por la Junta de Andalucía, que llevan a cabo la ejecución de gran variedad de proyectos de I+D+i.

## Oferta formativa actual
En la EPS de Linares se ofertan actualmente 8 titulaciones de grado, 4 dobles grados y 5 titulaciones de máster universitario. Toda la oferta académica está centrada en el ámbito de la ingeniería, donde esta institución es referente a nivel nacional. Las titulaciones de grado en ingeniería de la EPS de Linares actualmente se agrupan en tres grandes ramas o familias (industrial, civil-minas y telecomunicaciones), con una alta transversalidad entre las titulaciones pertenecientes a la misma rama. Todas las titulaciones de grado en ingeniería que se imparten en la EPS de Linares conducen a profesiones reguladas con atribuciones profesionales reconocidas en todo el territorio español, de acuerdo con la Ley 12/1986 (BOE n.º 79/02-04-1986), modificada por la Ley 33/199 (BOE n.º 296/10-12-1992), siendo muy alta la inserción laboral de los egresados de la EPS de Linares. Además, se destaca que las titulaciones de grado y máster impartidas en la EPS de Linares están acreditadas con el distintivo sello internacional de calidad EUR-ACE Bachelor (European Accredited Engineer), que concede la Agencia Nacional de Evaluación de la Calidad y Acreditación (ANECA) en colaboración con el Instituto de la Ingeniería de España.

### Estudios de grado

#### Rama de Ingeniería Civil-Minas
- Grado en Ingeniería Civil, con la opción del doble grado internacional en ingeniería civil entre la EPS de Linares y la Universidad de Ciencias Aplicadas de Leipzig (Sajonia, Alemania)
- Grado en Ingeniería de Tecnologías Mineras, especialidades de explotación de minas, sondeos y prospecciones mineras
- Grado en Ingeniería de Recursos Energéticos
- Doble Grado en Ingeniería Civil y Grado en Ingeniería de Tecnologías Mineras

Las titulaciones de grado en ingeniería de la rama de civil-minas que se imparten en la EPS de Linares habilitan para las profesiones reguladas de Ingeniero Técnico de Obras Públicas e Ingeniero Técnico de Minas, y permiten el acceso al máster en Ingeniería de Caminos, Canales y Puertos y al Máster en Ingeniería de Minas, respectivamente.

#### Rama de Ingeniería Industrial

Los titulados de grado en ingeniería de la rama industrial pueden ejercer la profesión regulada de Ingeniero Técnico Industrial.

- Grado en Ingeniería Mecánica, con la opción del doble grado internacional en ingeniería mecánica entre la EPS de Linares y la Universidad de Ciencias Aplicadas de Esmalcalda (Turingia, Alemania)
- Grado en Ingeniería Eléctrica
- Doble Grado en Ingeniería Eléctrica y Grado en Ingeniería Mecánica
- Grado en Ingeniería Química Industrial
- Doble Grado en Ingeniería de Recursos Energéticos y Grado en Ingeniería Química Industrial

Las titulaciones de grado en ingeniería de la rama industrial que se imparten en la EPS de Linares habilitan para la profesión regulada de Ingeniero Técnico Industrial y permiten el acceso al Máster en Ingeniería Industrial.

#### Rama de Ingeniería de Telecomunicación
- Grado en Ingeniería de Tecnologías de Telecomunicación, especialidades de sistemas de telecomunicación y sonido e imagen
- Grado en Ingeniería Telemática
- Doble Grado en Ingeniería de Tecnologías de Telecomunicación y Grado en Ingeniería Telemática

Las titulaciones de grado en ingeniería de la rama de telecomunicación que se imparten en la EPS de Linares habilitan para la profesión regulada de Ingeniero Técnico de Telecomunicación y permiten el acceso al Máster en Ingeniería de Telecomunicación.

### Estudios de posgrado
- Máster Universitario en Ingeniería de Telecomunicación,[22] habilitante para la profesión regulada de Ingeniero de Telecomunicación, con la opción del doble Máster Internacional en Ingeniería de Telecomunicación entre la EPS de Linares y la Universidad de Ciencias Aplicadas de Mittelhessen (Hesse, Alemania)
- Máster Interuniversitario en Ingeniería de Minas,[23] habilitante para la profesión regulada de Ingeniero de Minas, coordinado por la EPS de Linares y con la colaboración de la ETSI de Huelva y la EPS de Belmez
- Máster Universitario en Ingeniería del Transporte Terrestre y Logística[24]
- Máster Universitario en Industria Conectada[25]
- Máster Universitario en Ingeniería de Materiales y Construcción Sostenible[26]

### Estudios de doctorado
- Programa de Doctorado en Avances en Ingeniería de Materiales y Energías Sostenibles[27]